# Fusibacter
Fusibacter è un genere di batterio appartenente alla famiglia delle Peptostreptococcaceae.